# Амаркорд
Амаркорд (итал. „Amarcord“) је сатирична драма Федерика Фелинија из 1973. године. Награђен је Оскаром за најбољи филм на страном језику и номинован за најбољу режију и најбољи сценарио. Поред, тога, „Амаркорд“ је освојио и више од десет различитих међународних награда и признања. По мишљењима многих филмских критичара и поштовалаца Фелинијевог опуса, ово је његов најзначајнији филм.
Филм је у великој мери заснован на стварном животу Федерика Фелинија и његовој раној младости у Риминију, мада је Фелини увек негирао да је било који од његових филмова аутобиографски.

## Улоге
| Глумац           | Улога                        |
| ---------------- | ---------------------------- |
| Бруно Занин      | Тита                         |
| Магали Ноел      | фризерка Градиска            |
| Пупела Мађио     | Миранда Бионди, Титина мајка |
| Армандо Бранчија | Аурелио Бионди, Титин отац   |
| Ђузепе Ианигро   | Титин деда                   |
| Стефано Проиети  | Олива, Титов брат            |

## Име филма
Реч (итал. „аmarcord“) потиче из ромањолског дијалекта, који се говори на северу провинције Емилија Ромања, родном крају редитеља Федерика Фелинија. То је у ствари локализам за италијански израз „mi ricordo“, што значи „сећам се“.
Иако је филм на нашим просторима првобитно приказан под оригиналним именом „Амаркорд“, под којим се прославио и стекао култни статус, на појединим телевизијама током деведесетих је приказан и под именом „Сећам се“.

## Радња
Филм прати годину дана живота младог Тите који балансира на граници између детињства и зрелости, окружен читавим низом живописних и ексцентричних ликова у измишљеном граду по имену Борго, на јадранској обали у фашистичкој Италији тридесетих година прошлог века. Фелини претвара свакодневни живот учмале провинције у циркус друштвених ритуала, адолесцентских жеља, мушких фантазија и политичких изврдавања.
Како се време мења и долази пролеће, село одржава фестивал на коме пали симболичну ломачу и слави нови живот. Ово окупљање на главном тргу је прво од многих током читавог филма. Сваки пут када се заједница окупи, њени живописни чланови се приказују у пуној снази, хвалишући се својим бизарним, ишчашеним личностима, а резултат је чиста комика. Неколико сеоских дама носи исцртане обрве у високим, провокативним луковима, у стилу који кипти сексом и драматиком. Филм обилује циркуским, хаотичним тоновима, што отежава праћење чисте структуре заплета; „Амаркорд” се распада у мноштво надреалних секвенци за памћење, од којих неколико прате Титу који тумара живописним провинцијским пејзажом, сазнаје како је локална фризерка стекла надимак, одлази у менталну институцију у посету свом стрицу који одбија да сиђе са дрвета, и замало остварује свој еротски сан са трафиканткињом несвакидашњих облина...